# Murzuq (město)
Murzuq, také Murzuk je město v Libyi, má přibližně 47 tisíc obyvatel. Jde o jedno z nejdůležitějších měst ve Fezzánu. Je hlavním městem okresu Murzuq.

## Geografie
Nachází se 120 kilometrů jižně od Sabhy, ekonomického centra Fezzánu. Je důležitým dopravním uzlem směrem na jih Sahary.